# Айсари
Айсари́ (каз. Айсары) — село у складі Костанайського району Костанайської області Казахстану. Адміністративний центр Айсаринського сільського округу.
Населення — 1177 осіб (2021; 1169 у 2009, 1239 у 1999, 1340 у 1989).
До 2018 року село називалось Глазуновка.